# فيرونيكا برينر
فيرونيكا برينر هي متزحلقة حرة كندية، ولدت في 18 أكتوبر 1974 في سكاربورو، تورنتو في كندا.

## وصلات خارجية
- فيرونيكا برينر على موقع الاتحاد الدولي للتزلج (التزلج الحر) (الإنجليزية)
- فيرونيكا برينر على موقع أوليمبيديا (الإنجليزية)